# Maskulinita
Maskulinita (též mužnost nebo mužství) obecně označuje soubor vlastností, objektů a rolí společensky přisuzovaných mužům. Koncept maskulinity, na rozdíl od biologické definice mužského pohlaví, je primárně sociálně zkonstruovaný a jeho znaky tím pádem mohou bez ohledu na pohlaví naplňovat jak muži, tak ženy či nebinární lidé. Muži, jež tyto znaky nenaplňují, mohou být předmětem stigmatizace, stejně tak jako ženy, u nichž mohou být projevy maskulinity spojovány s degradací jejich ženství nebo homosexualitou (lesbismem), přestože genderová identita nemá žádný přímý vliv na sexuální orientaci. Vliv feministického hnutí v posledních dekádách nicméně vedl k širší akceptaci ženské maskuliny. Protipólem maskulinity je feminita.
Samotný pojem maskulinita a jeho náplň nelze univerzálně definovat, protože jeho význam se měnil v závislosti na prostředí a historickém období a může se lišit i na úrovni jednotlivců.

## Hegemonní maskulinita a plurální maskulinity
V různých společnostech a různých dobách se tedy bylo možné setkat s rozdílnými pojetími maskulinity. I v rámci jedné společnosti neexistuje pouze jedna definice „mužství“, tedy subjektivního pojetí ideálu vlastní mužské identity, ale je jich vícero, proto některé teorie pracují s plurální formou tohoto slova, avšak „je to právě jeden typ maskulinity, který je v dané době nadřazen všem ostatním“. Ten je označován jako hegemonní maskulinita, jejíž koncept poprvé popsala R. W. Connellová.
Ta ve svém díle Gender and Power (1987) a později Masculinities (1995) definovala koncept hegemonní maskulinity jako idealizovaný vzor mužství, s nímž jsou pak všichni jedinci poměřováni, přestože jen minimum mužů tohoto vzoru fakticky dosáhne. Samotná Connellová však zdůrazňuje, že koncept hegemonní maskulinity není postaven na vyloučení alternativních pojetí maskulinity, jakožto spíše na jejich podřízení zmiňovanému ideálu. Ten je ve společnosti dokola recyklován skrze genderovou socializaci, mezilidské interakce, filmy či média.

## Toxická maskulinita
V 80. letech 20. století se také v rámci kritických mužských studií jako reakce na zvýšenou míru sebevražd mladých mužů rozvinul termín toxická maskulinita (též machismus), jenž odkazuje ke konkrétnímu pojetí maskulinity, které říká, že muž by měl být za všech okolností dominantní, silný a emocionálně nedostupný, což ve výsledku škodí nejen samotným mužům, ale i ženám a společnosti obecně. Connellová v této souvislosti spojuje toxickou maskulinitu s maskulinitou hegemonní, jakožto „genderovou praxi, která legitimizuje patriarchát, zajišťuje podřízenost žen a dominantní postavení mužů“.
Toxicita maskulinity se projevuje právě v tom, že její nositelé agresivně odmítají jakoukoliv jinou podobu mužství, protože v jejich očích jsou jen oni příkladem těch „pravých mužů“, a projevy feminity u mužů chápou jako projevy slabosti („zženštilosti“).
Jejími následky jsou tak krom misogynie i homofobie (gayové nejsou považováni za „pravé muže“), zvýšený výskyt psychických problémů u mužů (tlak na striktní dodržování rolí, v rámci nichž je navíc projevování emocí a péče o duševní zdraví považováno za něco zženštilého a slabého, „kluci nepláčou“), znásilnění a sexuální obtěžování (jakožto projevy dominance nad ženou, které jsou v rámci toxické maskulinity považovány za žádoucí, korespondující s přesvědčením, že „muž a žena nemohou být pouze přáteli“ nebo že „muž je pánem rodiny“) či větší výskyt násilí a jeho tolerance (jako jeden z projevů síly a dominance, fundamentálních vlastností spojovaných s toxickou maskulinitou).